# Klaus Konzelmann
Klaus Konzelmann (* 29. Mai 1962 in Truchtelfingen) ist ein deutscher Kommunalpolitiker. Von 2015 bis 2023 war er Oberbürgermeister von Albstadt.

## Beruflicher Werdegang
Konzelmann begann im Sommer 1981 eine Berufsausbildung bei der Polizei. Nach Dienst in Heidelberg, Balingen, beim Landeskriminalamt Baden-Württemberg und bei der Kriminalpolizei Balingen studierte Konzelmann 1989 bis 1992 an der Hochschule für Polizei. Nach dem Studium wechselte Konzelmann nach Albstadt. Von 2001 bis 2013 war er stellvertretender Leiter des Kriminalkommissariats Albstadt. Ab 2014 war er stellvertretender Leiter des Kriminalkommissariats Balingen.

## Politik
Konzelmann war ab 1994 Mitglied des Gemeinderats der Stadt Albstadt und ab 2010 stellvertretender Fraktionsvorsitzender der Freien Wähler. Außerdem war Konzelmann Mitglied in zwei städtischen Ausschüssen sowie Aufsichtsratsmitglied der kommunalen Wohnbaugesellschaft.
2015 kandidierten bei der Albstädter Wahl zum Oberbürgermeister der bisherige Amtsinhaber Jürgen Gneveckow sowie ein weiterer Kandidat, der nach eigenen Angaben kein Interesse an dem Amt hatte. Konzelmann selbst hatte sich nicht offiziell für die Wahl beworben, wurde jedoch im ersten Wahlgang von 43,4 % der Wähler mit vollem Namen und Anschrift auf den Stimmzetteln notiert. Damit lag Konzelmann nur knapp hinter Gneveckow. Da kein Kandidat die absolute Mehrheit erreichte, wurde ein zweiter Wahlgang notwendig. Konzelmann wurde dabei von der SPD unterstützt. Im zweiten Wahlgang gewann Konzelmann deutlich mit 60,2 Prozent gegenüber 38,3 Prozent seines Mitbewerbers. Die ungewöhnlichen Umstände der Wahl lösten ein überregionales Medienecho aus. Konzelmann trat sein Amt am 1. Juni 2015 an.
Bei der Bürgermeisterwahl 2023 trat er nicht zur Wiederwahl an. Zu seinem Nachfolger wurde Roland Tralmer (CDU) gewählt, der das Amt am 1. Juni 2023 antrat.

## Privates
Konzelmann ist in erster Ehe geschieden und hat zwei Kinder. 2007 heiratete er zum zweiten Mal, auch diese Ehe wurde geschieden. Seit 2020 ist er zum dritten Mal verheiratet.